# Гулянка (Коростенський район)
Гу́лянка — село в Україні, в Ушомирській сільській територіальній громаді Коростенського району Житомирської області. Населення становить 1049 осіб (2024).

## Географія
Поблизу села здавна були відомі поклади бурштину. Про це описано в праці «Янтарь в Волынской губернии» П. А. Тутковського.
Біля села протікає річка Бедрійка, ліва притока Ужу.

## Історія
1906 року — село Ушомирської волості Житомирського повіту Волинської губернії. Відстань від повітового міста 82 верст, від волості 23. Дворів 108, мешканців 545.
Позначене на карті «Специальная карта Западной части России Шуберта 1826—1840 годов» як «Буд. Гулянка», вже на пізнішій карті «Военно-топографическая 3-х верстовая карта 1860-90 гг» — «Гулянка».
У 1925—54 роках — адміністративний центр Гулянської сільської ради Коростенського району.
До 28 липня 2016 року село входило до складу Бондарівської сільської ради Коростенського району Житомирської області.

## Населення

### Мова
Розподіл населення за рідною мовою за даними перепису 2001 року:
| Мова       | Кількість | Відсоток |
| ---------- | --------- | -------- |
| українська | 1226      | 98.39%   |
| російська  | 20        | 1.61%    |
| Усього     | 1246      | 100%     |

## Галерея

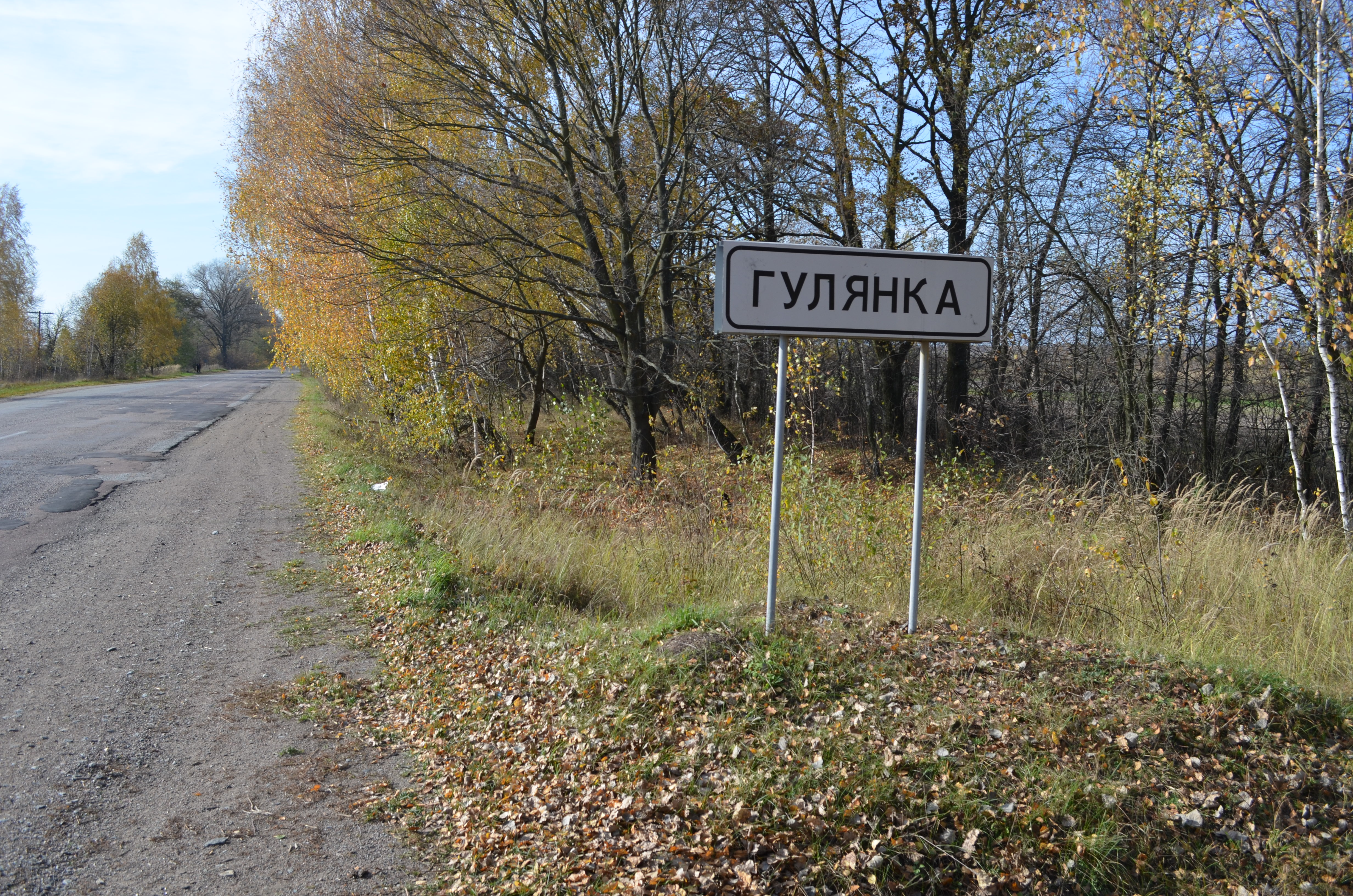
В'їзний знак
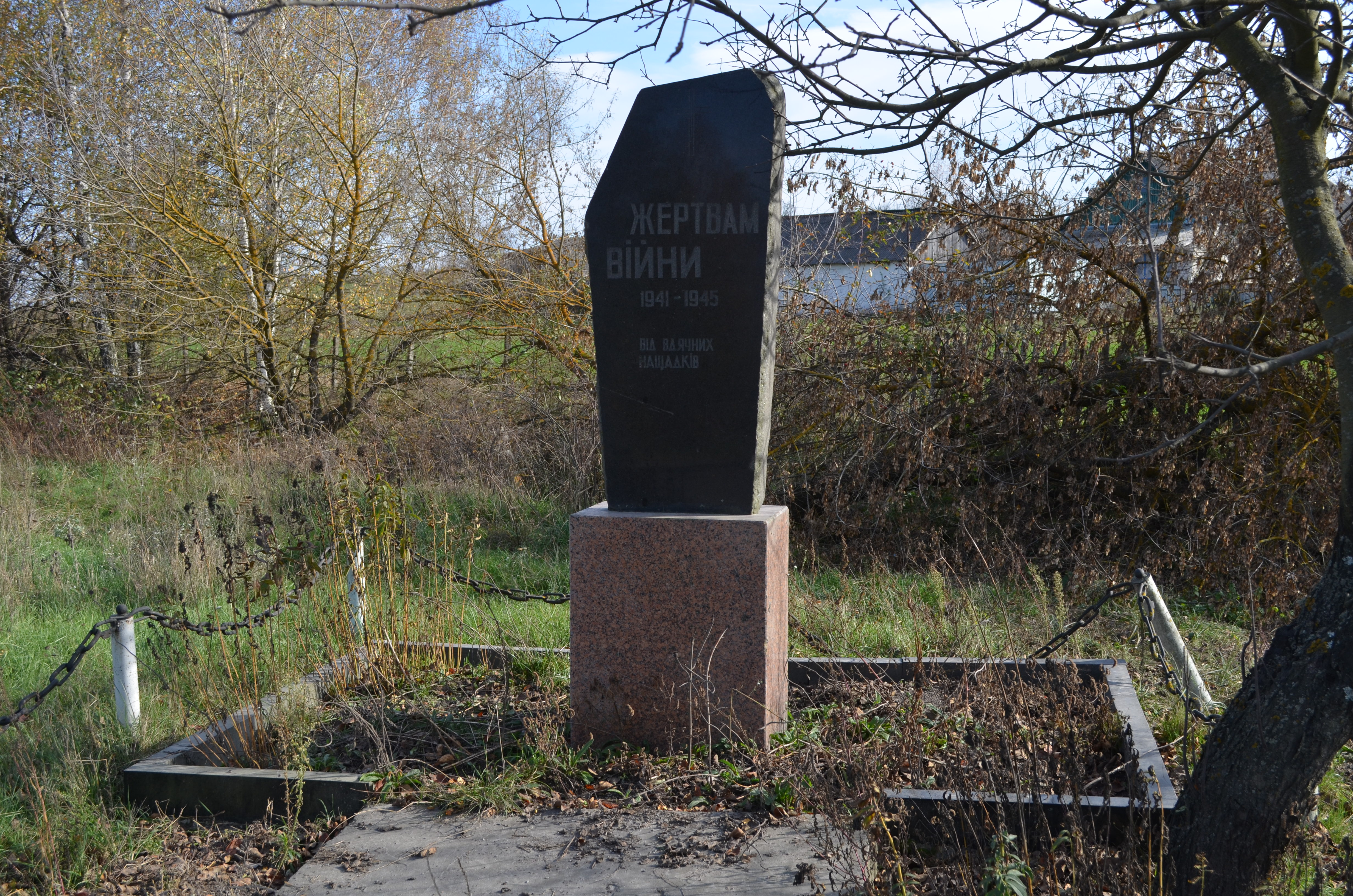
Пам'ятник жертвам війни
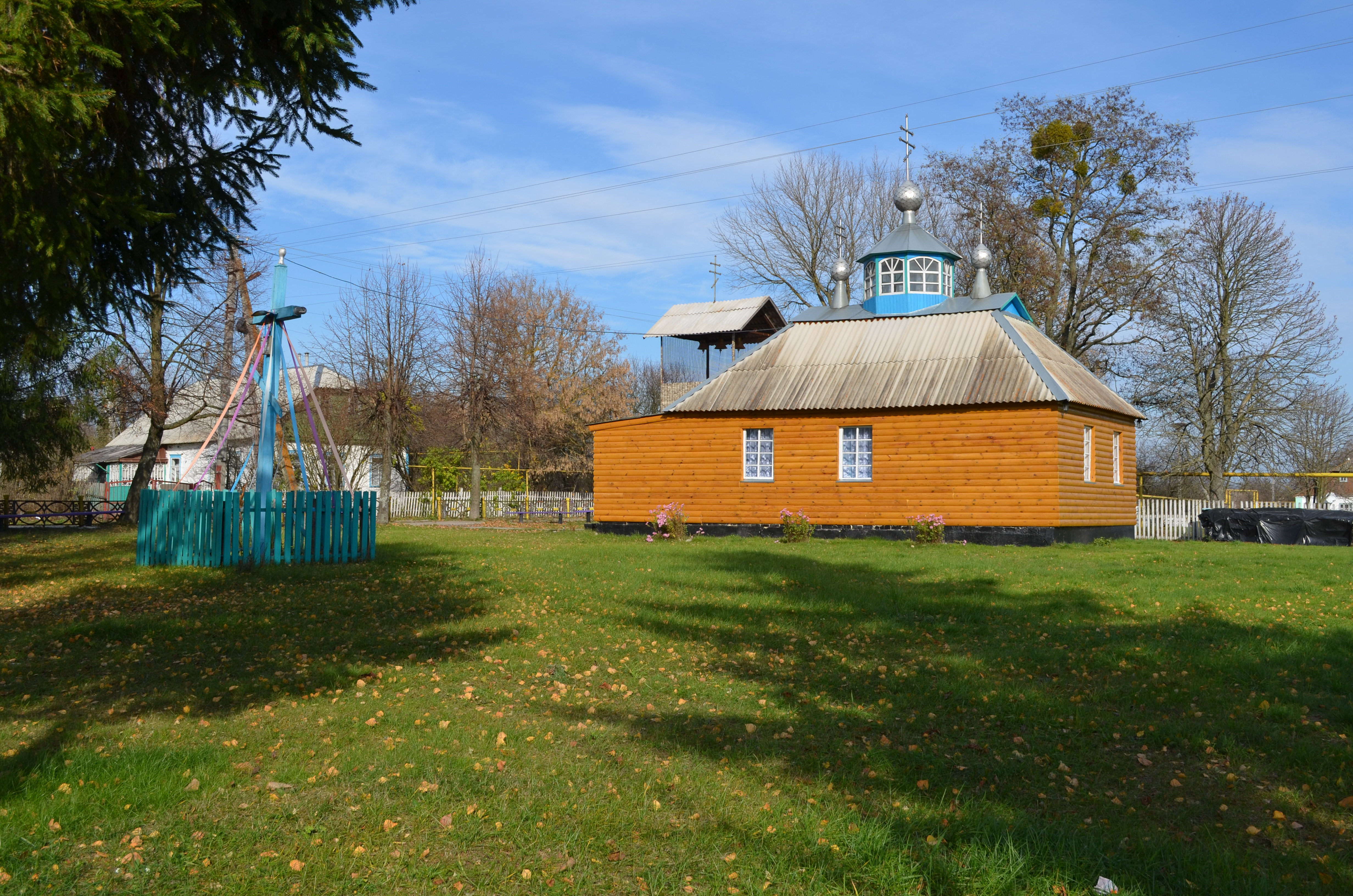
Церква
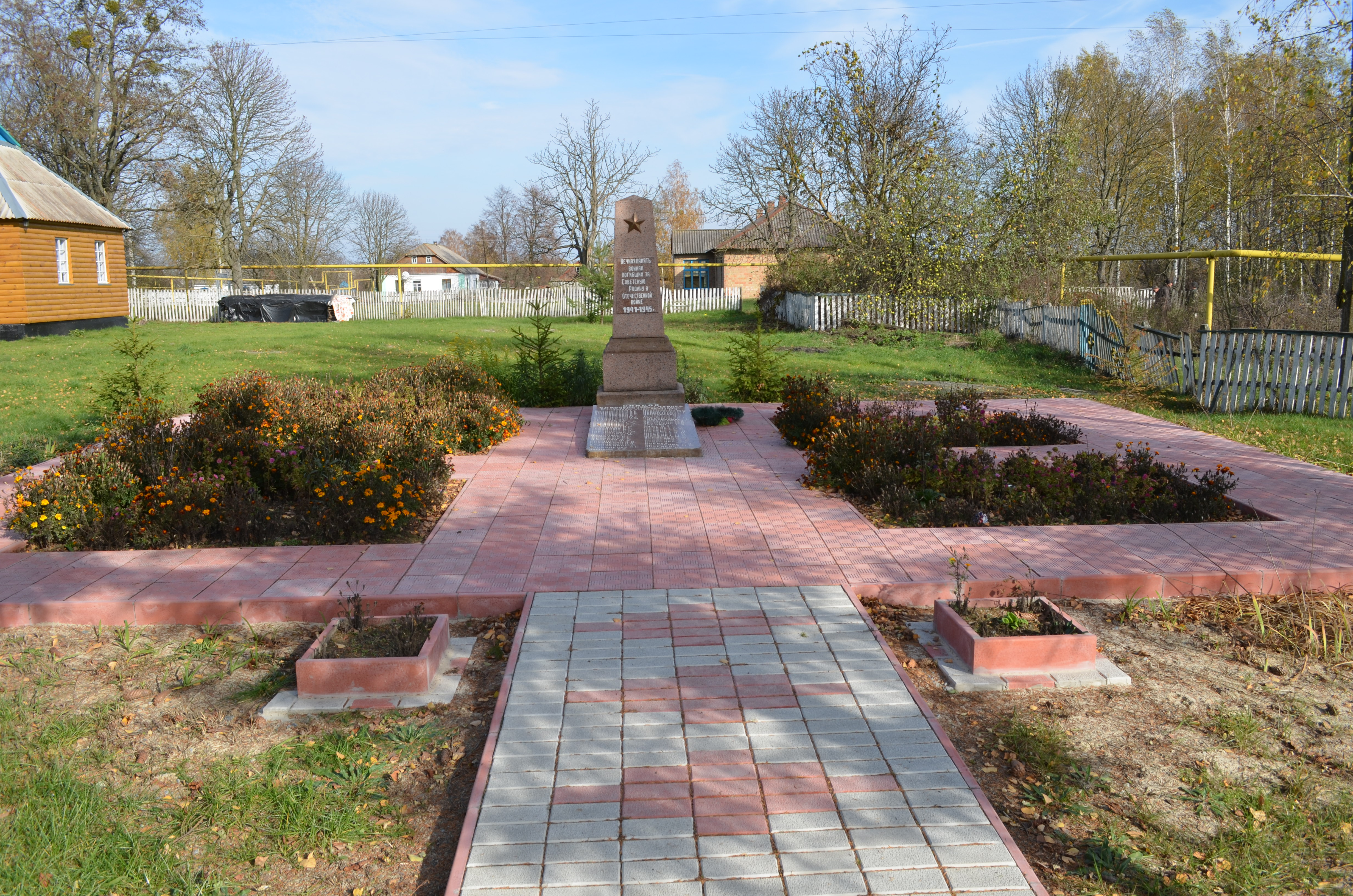
Братська могила радянських воїнів. На задньому плані - стара школа
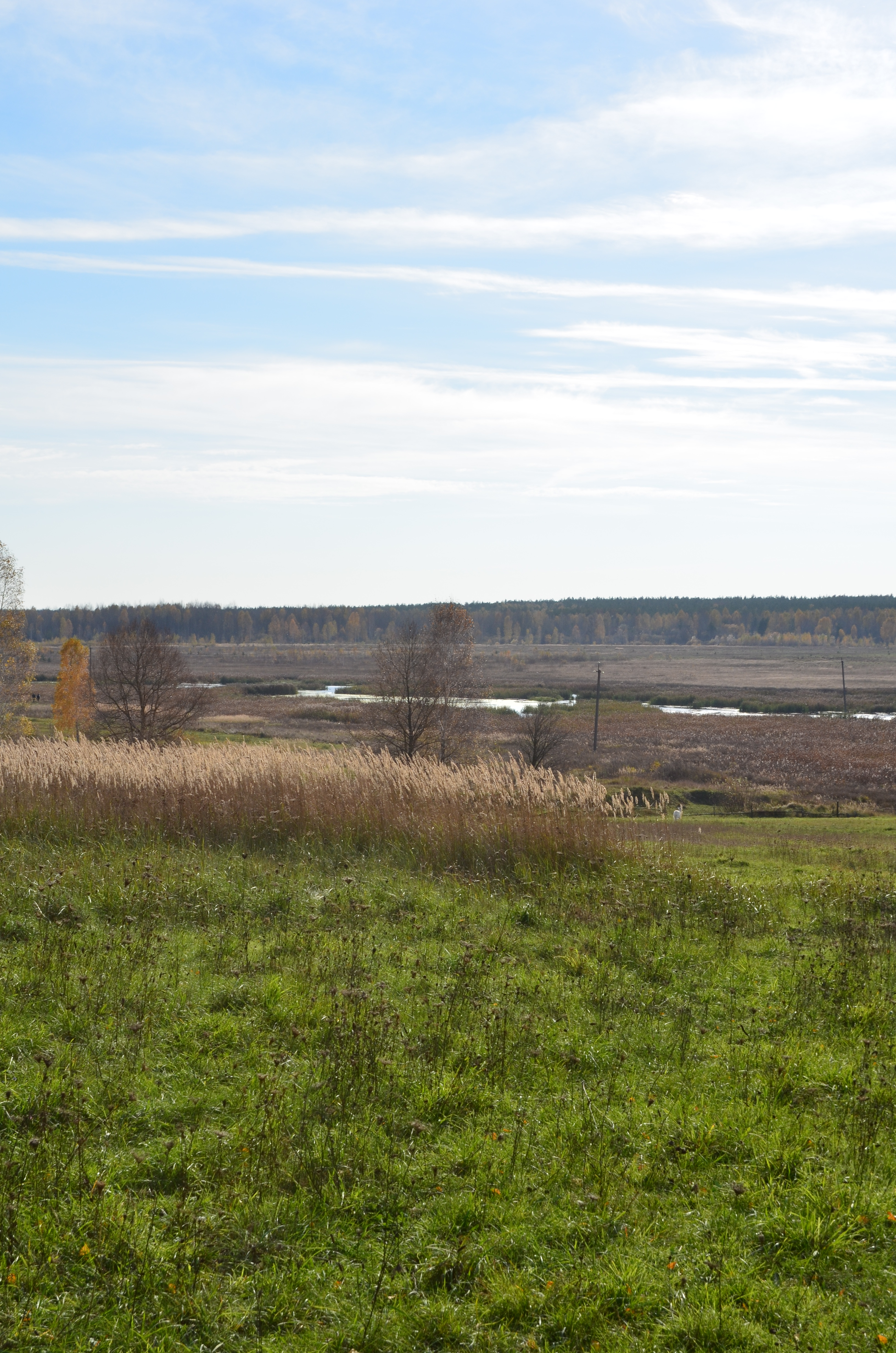
Краєвид поблизу села (Бедрійка, притока річки Уж)